# Tobago
Tobago (/təˈbeɪɡoʊ/) là hòn đảo nhỏ hơn trong hai đảo chính của đảo quốc Trinidad và Tobago. Đảo nằm ở phía nam Caribe, phía đông bắc của đảo Trinidad và đông nam của Grenada. Hòn đảo nằm ngoài vành đai bão Đại Tây Dương. Theo các nguồn tiếng Anh đầu tiên được trích dẫn trong Từ điển tiếng Anh Oxford, tên của Tobago là nguồn gốc của từ tobacco (thuốc lá) trong tiếng Anh.
Tobago có diện tích 300 km² (116 mi²), chiều dài xấp xỉ 42 km (26 mi) và chiều rộng là 10 km (6,2 mi). Dân số trên đảo là 54.084 người (2000). Thủ phủ là Scarborough với 17.000 người. Trong khi Trinidad có sự đa dạng về chủng tộc thì cư dân Tobago chủ yếu là người gốc Phi, mặc dù hiện hòn đảo đang có một tỷ lệ ngày càng tăng những người gốc Ấn Độ và Âu (chủ yếu là Đức và Scandinavia). Từ 1990 đến 2000, dân cư Tobago tăng trưởng 11,28%, là một trong những nơi tăng nhanh nhất cả nước.
Tobago chủ yếu là đồi núi và có nguồn gốc núi lửa. Phía tây nam của hòn đảo có địa hình bằng phẳng và chủ yếu là đá vôi san hô. Cột sống của đảo là Main Ridge. Điểm cao nhất của Tobago có cao độ 550 mét (1804 ft), đỉnh Pigeon gần Speyside.
Tobago được chia thành bảy giáo xứ:
- Tây Tobago:
  - Saint Andrew
  - Saint Patrick
  - Saint David
- Đông Tobago:
  - Saint George
  - Saint Mary
  - Saint Paul
  - Saint John